# ルイス・ワトソン (初代ロッキンガム伯爵)
初代ロッキンガム伯爵ルイス・ワトソン（英語: Lewis Watson, 1st Earl of Rockingham、1655年12月29日 – 1724年3月19日）はイギリスの貴族、政治家。

## 生涯
第2代ロッキンガム男爵エドワード・ワトソンとアン・ウェントワース（初代ストラフォード伯爵トマス・ウェントワースの娘）の長男として、1655年12月29日に生まれた。
1681年イングランド総選挙でカンタベリー選挙区から出馬して当選した。1685年イングランド総選挙では出馬しなかったとされ、1689年にはハイアム・フェラーズ選挙区の補欠選挙で当選した。同年に父の死去に伴いロッキンガム男爵を継承して貴族院に移籍、以降ホイッグ党の一員としてふるまい、1714年10月9日にはジョージ1世の戴冠に伴いロッキンガム伯爵、ソンズ子爵、スロウリー男爵に叙された。
それ以外の公職では1703年から1705年までバックハウンド管理長官を、1705年から1708年まで五港副長官を、1705年から1724年までケント統監、ケント首席治安判事、ケント副提督を務めた。

## 家族
1677年7月、キャサリン・ソンズ（Catherine Sondes、初代フィーヴァーシャム伯爵ジョージ・ソンズの娘）と結婚した。
- エドワード（英語版）（1686年 – 1722年） - 1708年、キャサリン・タフトン（Catherine Tufton）と結婚。第2代ロッキンガム伯爵と第3代ロッキンガム伯爵の父
- マーガレット（1695年 – 1751年） - 初代モンソン男爵ジョン・モンソンと結婚
- ジョージ（1735年没）
- メアリー（1737年没） - レイ・ソーンダーソン（Wray Saunderson）と結婚
- アラベラ - 第2代準男爵ロバート・ファーニーズ（英語版）と結婚